# Idomacromia proavita
Idomacromia proavita är en trollsländeart. Idomacromia proavita ingår i släktet Idomacromia och familjen skimmertrollsländor. IUCN kategoriserar arten globalt som livskraftig.

## Underarter
Arten delas in i följande underarter:
- I. p. proavita
- I. p. couturieri